# 涙の女王
『涙の女王』（なみだのじょおう、朝鮮語: 눈물의 여왕）は、韓国tvNにて2024年3月9日から2024年4月28日まで放送されたテレビドラマ。

## 概要
関係が冷え切った財閥三代目の「デパート業界の女王」と田舎出身の「スーパーマーケットの王子」の夫婦にとある危機が訪れ、再び恋が動き出すロマンティックコメディ。
キム・スヒョンとキム・ジウォンが夫婦役で主演を務め、『星から来たあなた』、『青い海の伝説』、『愛の不時着』で知られるパク・ジウンが脚本を手掛ける。
最終話にて「愛の不時着」を超えるtvN史上1番の視聴率を記録した。

## あらすじ
ソウル大法学部出身のヒョヌは、大学卒業後、クイーンズ百貨店に新入社員として入社するが、そこでインターン生としてやってきたヘインと出会う。態度が大きく叱られてばかりいるヘインの面倒を見ているうちに2人は恋に落ちる。ヘインがクイーンズグループの令嬢であることを知ったヒョヌは一旦身を引くが、ヘインのアプローチで大恋愛を貫き2人は結婚をする。その後は妻の実家で暮らし、妻が上司という環境で生活を送っていたが、家庭でも義理家族からパワハラに遭う環境にストレスを溜め、夫婦関係も上手くいかなくなり離婚を決意する。しかし、離婚を切り出そうとしたある日、ヘインから治療の余地がない脳腫瘍を患い余命3ヶ月である事を打ち明けられる。

## 登場人物

### 主要人物
ペク・ヒョヌ
演 - キム・スヒョン
ソウル大出身の弁護士でクイーンズグループの法務取締役。龍頭里（ヨンドゥリ）村で生まれ育った。
財閥の娘であるヘインと恋愛の末に結婚した。
ホン・ヘイン
演 - キム・ジウォン
財閥の三代目でクイーンズグループの常務取締。ヒョヌの妻。
脳腫瘍が見つかり余命3ヶ月と宣告される。
ユン・ウンソン
演 - パク・ソンフン
ウォール街アナリストでM&A専門家。ヘインとは大学の同期。
ホン・スチョル
演 - クァク・ドンヨン
ヘインの弟。クイーンズマート代表。
チョン・ダヘ
演 - イ・ジュビン
スチョルの妻。礼儀正しい性格。

### ヘインの家族
ホン・マンデ
演 - キム・ガプス
ヘインの祖父でクイーンズグループの会長。
金しか頭にない野望の化身。
モ・スリ
演 - イ・ミスク
マンデの同棲相手。
クイーンズグループの経営に手を出さない。
ホン・ボムジュン
演 - チョン・ジニョン
ヘインの父でクイーンズグループの副会長。
キム・ソンファ
演 - ナ・ヨンヒ
ヘインの母でクイーンズ百貨店VVIPクラブ経営者。
子供達のことを快く思わない。
ホン・ボムジャ
演 - キム・ジョンナン
ヘインの父方の叔母。3度の離婚を経験している。
ホン・ゴヌ：ク・シウ
スチョルの長男。

### ヒョヌの家族
ペク・ドゥグァン
演 - チョン・ベス
ヒョヌの父で龍頭里村の長。
チョン・ボンエ
演 - ファン・ヨンヒ
ヒョヌの母でスーパー経営。
ペク・ヒョンテ
演 - キム・ドヒョン
ヒョヌの兄でボクシングジム経営。
ペク・ミソン
演 - チャン・ユンジュ
ヒョヌの姉で美容院経営。

### その他
キム・ヤンギ
演 - ムン・テユ

## スタッフ
- 演出：チャン・ヨンウ（朝鮮語版）、キム・ヒウォン（朝鮮語版）
- 脚本：パク・ジウン

## 視聴率
| 2024年 | 2024年  | 2024年           | 2024年           |
| Ep     | 放送日  | AGB視聴率        | AGB視聴率        |
| Ep     | 放送日  | 大韓民国（全国） | ソウル（首都圏） |
| ------ | ------- | ---------------- | ---------------- |
| 第1話  | 3月9日  | 5.853%           | 6.495%           |
| 第2話  | 3月10日 | 8.660%           | 9.822%           |
| 第3話  | 3月16日 | 9.594%           | 11.125%          |
| 第4話  | 3月17日 | 12.985%          | 13.857%          |
| 第5話  | 3月23日 | 10.964%          | 12.197%          |
| 第6話  | 3月24日 | 14.068%          | 15.225%          |
| 第7話  | 3月30日 | 12.833%          | 14.048%          |
| 第8話  | 3月31日 | 16.143%          | 17.886%          |
| 第9話  | 4月6日  | 15.570%          | 17.236%          |
| 第10話 | 4月7日  | 18.952%          | 20.926%          |
| 第11話 | 4月13日 | 16.767%          | 18.507%          |
| 第12話 | 4月14日 | 20.732%          | 23.242%          |
| 第13話 | 4月20日 | 20.179%          | 22.257%          |
| 第14話 | 4月21日 | 21.625%          | 23.925%          |
| 第15話 | 4月27日 | 21.056%          | 23.920%          |
| 第16話 | 4月28日 | 24.850%          | 28.381%          |